# Bahu Begum
 (mai 2024).
La mise en forme du texte ne suit pas les recommandations de Wikipédia : il faut le « wikifier ».
Les points d'amélioration suivants sont les cas les plus fréquents. Le détail des points à revoir est peut-être précisé sur la page de discussion.
- Les titres sont pré-formatés par le logiciel. Ils ne sont ni en capitales, ni en gras.
- Le texte ne doit pas être écrit en capitales (les noms de famille non plus), ni en gras, ni en italique, ni en « petit »…
- Le gras n'est utilisé que pour surligner le titre de l'article dans l'introduction, une seule fois.
- L'italique est rarement utilisé : mots en langue étrangère, titres d'œuvres, noms de bateaux, etc.
- Les citations ne sont pas en italique mais en corps de texte normal. Elles sont entourées par des guillemets français : « et ».
- Les listes à puces sont à éviter, des paragraphes rédigés étant largement préférés. Les tableaux sont à réserver à la présentation de données structurées (résultats, etc.).
- Les appels de note de bas de page (petits chiffres en exposant, introduits par l'outil «  Source ») sont à placer entre la fin de phrase et le point final[comme ça].
- Les liens internes (vers d'autres articles de Wikipédia) sont à choisir avec parcimonie. Créez des liens vers des articles approfondissant le sujet. Les termes génériques sans rapport avec le sujet sont à éviter, ainsi que les répétitions de liens vers un même terme.
- Les liens externes sont à placer uniquement dans une section « Liens externes », à la fin de l'article. Ces liens sont à choisir avec parcimonie suivant les règles définies. Si un lien sert de source à l'article, son insertion dans le texte est à faire par les notes de bas de page.
- La présentation des références doit suivre les conventions bibliographiques. Il est recommandé d'utiliser les modèles {{Ouvrage}}, {{Chapitre}}, {{Article}}, {{Lien web}} et/ou {{Bibliographie}}. Le mode d'édition visuel peut mettre en forme automatiquement les références.
- Insérer une infobox (cadre d'informations à droite) n'est pas obligatoire pour parachever la mise en page.

Pour une aide détaillée, merci de consulter Aide:Wikification.
Si vous pensez que ces points ont été résolus, vous pouvez retirer ce bandeau et améliorer la mise en forme d'un autre article.
Bahu Begum (La Belle-fille parfaite) est une série télévisée indienne en 134 épisodes de 24 minutes, créée par Prateek Sharma, et diffusée entre le 15 juillet 2019 et 21 janvier 2020 sur Color TV. Elle est inédite dans les pays francophones.

## Synopsis
La série tourne autour d'un triangle amoureux entre Azaan Akhtar Mirza, Noor Qureshi et Shayra Sayyad, les deux dernières étant respectivement meilleure amie et intérêt amoureux renié du premier. Alors que le destin les oblige à rester sous le même toit, dans le cercle marital, Azaan vit un véritable dilemme pour savoir laquelle des deux femmes partagera le reste de sa vie. Qui de Noor ou de Shayra deviendra la belle-fille parfaite des Mirza ?

## Distribution
(février 2025).

### Principal
- Arjit Taneja dans le rôle d'Azaan Akhtar Mirza : le fils d'Ayub et Razia ; le frère de Saba ; le demi-frère d'Adil ; le petit-fils de Ghazala ; l'intérêt amoureux de Shayra et le meilleur ami d'enfance puis époux de Noor
- Diana Khan dans le rôle de Begum Shayra Mirza (née Sayyad) : l'amoureuse d'Azaan devenue première épouse ; la première belle-fille d'Ayub et Razia ; la première belle-sœur de Saba
- Samiksha Jaiswal dans le rôle de Begum Noor Mirza (née Hasan Qureshi) Fille de Yasmin ; meilleure amie d'enfance d'Azaan devenue seconde épouse ; deuxième belle-fille d'Ayub et Razia ; ancienne fiancée de Faiz ; deuxième belle-sœur de Saba

### Personnages secondaires
- Simone Singh dans le rôle de Bahu Begum Razia Mirza : reine matriarcale de Bhopal ; première épouse d'Ayub ; mère d'Azaan et Saba ; belle-mère de Shayra et Noor ; meilleure amie de Yasmin ; belle-mère d'Adil ; belle-fille aînée de Ghazala
- Amrapali Gupta dans le rôle de Begum Suraiya Mirza : l'épouse d'Asgar ; la tante d'Azaan ; la mère de Khalid ; la belle-mère de Rubina ; Belle-fille cadette de Ghazala
- Mohammad Nazim dans le rôle d'Asgar Akhtar Mirza : le mari de Suraiya ; le frère d'Ayoub ; l'oncle d'Azaan ; le père de Khalid ; le beau-père de Rubina ; Le fils cadet de Ghazala
- Rehaan Roy dans le rôle de Khalid Akhtar Mirza : le fils d'Asgar et Suraiya ; le cousin d'Azaan ; le mari de Rubina ; L'ancien amant obsessionnel de Noor ; Petit-fils de Ghazala
- Sabina Jat dans le rôle de Begum Rubina Mirza : l'épouse de Khalid ; la belle-fille d'Asgar et de Suraiya
- Alka Kaushal dans le rôle de Begum Ghazala Mirza : la mère d'Ayub et Asgar ; La belle-mère de Razia et Suraiya ; Azaan, Khalid, Saba et la grand-mère d'Adil
- Supriya Shukla dans le rôle de Yasmin Qureshi : la meilleure amie de Razia ; la mère de Noor
- Puneet Sharma dans le rôle de Faiz Hussain : l'ancien fiancé de Noor
- Mehul Joseph dans le rôle de Dilruba (A Kinner ) : l'employée de maison de la famille Mirza
- Roslyn D'Souza dans le rôle de Mashuka : l'aide ménagère de la famille Mirza
- Maera Mishra dans le rôle de Saba Mirza : la fille d'Ayub et Razia ; la sœur d'Azaan ; la demi-sœur d'Adil ; la belle-sœur de Shayra-Noor ; Petite-fille de Ghazala
- Karan Khanna dans le rôle d'Adil Akhtar Mirza : fils d'Ayub issu de sa deuxième femme ; beau-fils de Razia, demi-frère d'Azaan-Saba ; petit-fils de Ghazala ; amant obsessionnel de Shayra
- Shweta Gautam dans le rôle de la mère de Safeena Raj
- Ahmad Harhash dans le rôle du fils de Raj Begum Safeena

## Épisodes
| Saison | Épisodes | Inde            | Inde            |
| Saison | Épisodes | Début de saison | Fin de saison   |
| ------ | -------- | --------------- | --------------- |
| 1      | 134      | 15 Juillet 2019 | 21 Janvier 2020 |

## Anecdotes
- C'est l'une des rares séries indiennes à se terminer par un cliffhanger.
  - Notons-y aussi que c'est l'une des rares fois que le couple principal ne finit pas ensemble, le héros ayant fini par épouser la rivale de l'héroïne.
- Certains acteurs du Destin de Zoya font partie intégrante du casting. On peut citer Alka Kaushal et Amrapali Gupta, toutes deux ayant joué les antagonistes principaux du feuilleton.
- Certains acteurs des Changements du Destin font aussi partie du casting. C'est le cas notamment du protagoniste : Arjit Taneja.
- Contrairement à ce que laisse penser le titre, le protagoniste principal n'est nul autre qu'un homme : Azaan Akhtar Mirza.
- En octobre 2019, Mohammed Nazim quitte le spectacle en raison de la maladie de sa mère[2].